# Рошешуар-Мортемар, Луи-Поль де
Луи-Поль де Рошешуар (фр. Louis-Paul de Rochechouart; 29 апреля 1710, Париж — 4 декабря 1731, там же), герцог де Мортемар, называемый герцогом де Рошешуаром, пэр Франции — французский придворный.

## Биография
Сын Луи II де Рошешуара, герцога де Мортемара, и Мари-Генриетты де Бовилье.
Первоначально титуловался принцем де Тонне-Шарантом. 4 сентября отец уступил ему достоинство гранда Испании 1-го класса.
27 сентября или 3 октября 1718 был назначен наследником принадлежавшей его отцу должности первого дворянина Палаты короля. 1 января 1729 герцог де Мортемар передал ему этот пост.
4 мая 1730 отец передал ему герцогство и пэрию, и Луи-Поль принял куртуазный титул герцога де Рошешуара. Был полковником пехотного полка (позднее Лаваля).
Умер от оспы в своем особняке на улице Сен-Гийом в Париже.
Жена (4.05.1730): Мари-Анн-Элизабет де Бово, дочь Пьера-Мадлена де Бово, маркиза де Риво, генерального директора легкой кавалерии Франции, губернатора Дуэ, и Мари-Терезы де Бово. Брак был бездетным и Луи-Полю наследовал его младший брат Шарль-Огюст